# Pachymerium cubanum
Pachymerium cubanum är en mångfotingart som beskrevs av Matic, Negrea och Fundora Martinez 1977. Pachymerium cubanum ingår i släktet Pachymerium och familjen storjordkrypare.
Artens utbredningsområde är Kuba. Inga underarter finns listade i Catalogue of Life.